# Nationaal park Serra da Capivara
Nationaal park Serra da Capivara is een nationaal park in het noordoosten van Brazilië. Het gebied is aangewezen als nationaal park om zo de culturele waarden in het gebied te beschermen, zoals rotstekeningen. De archeologische site Pedra Furada is cultureel het meest waardevol in het gebied en is ontdekt door Niède Guidon. Het nationaal park is in 1991 door UNESCO op de werelderfgoedlijst geplaatst.
Het park heeft een totale oppervlakte van 1291 vierkante kilometer en is gelegen in vier verschillende Braziliaanse gemeenten. Uit opgravingen in het park is gebleken dat het gebied in de prehistorie dichtbevolkt was.

Rotstekeningen
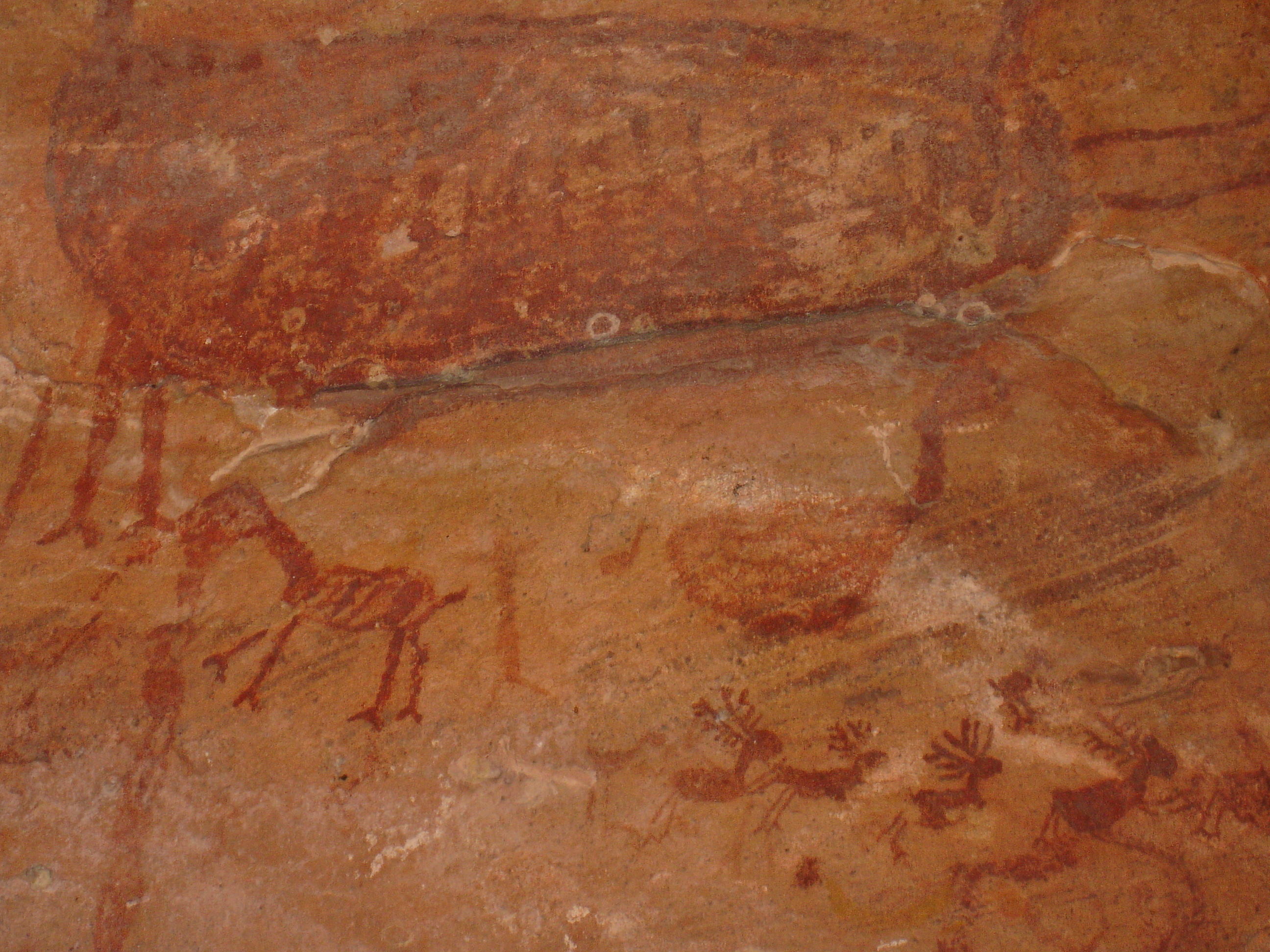
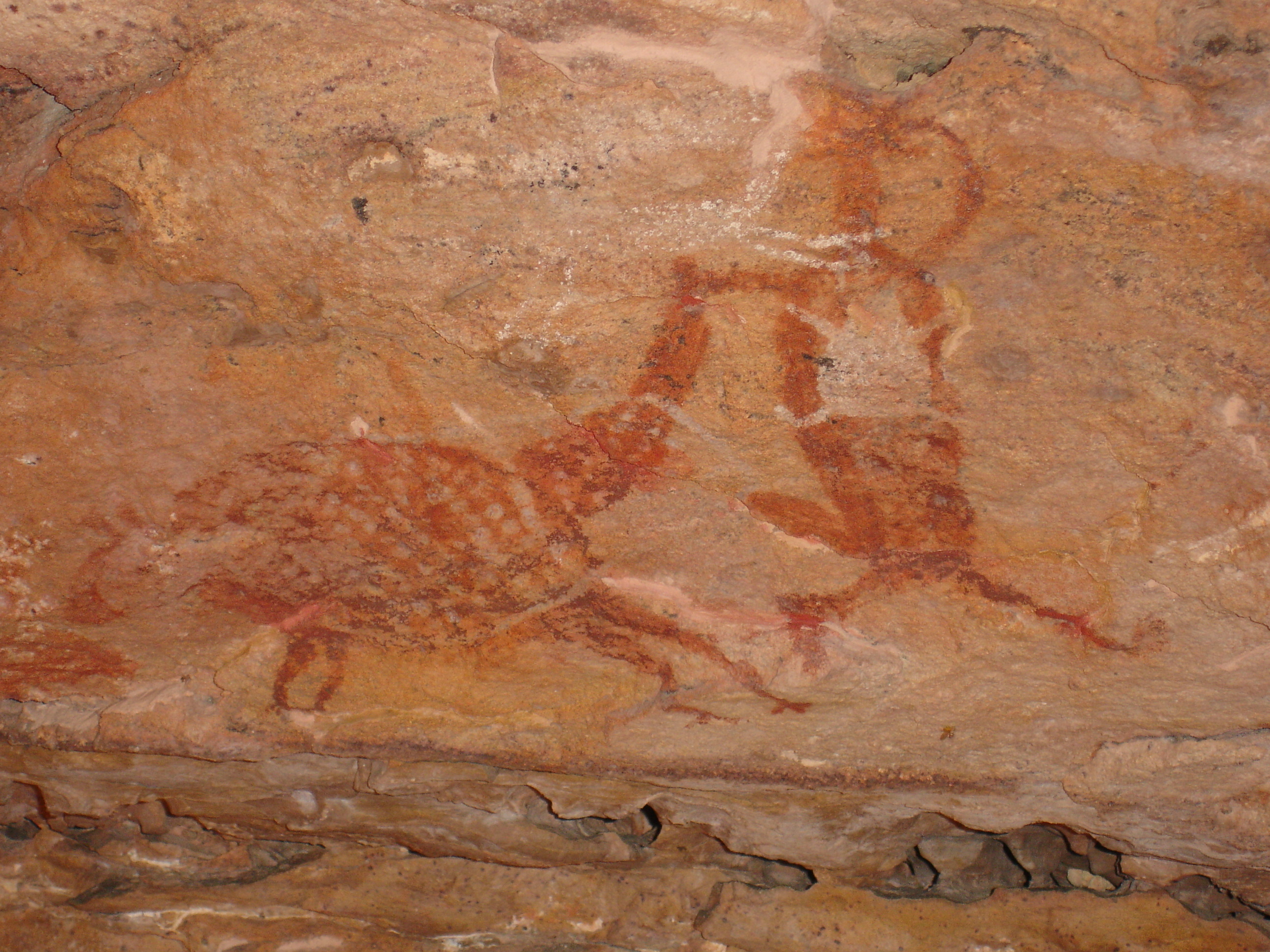
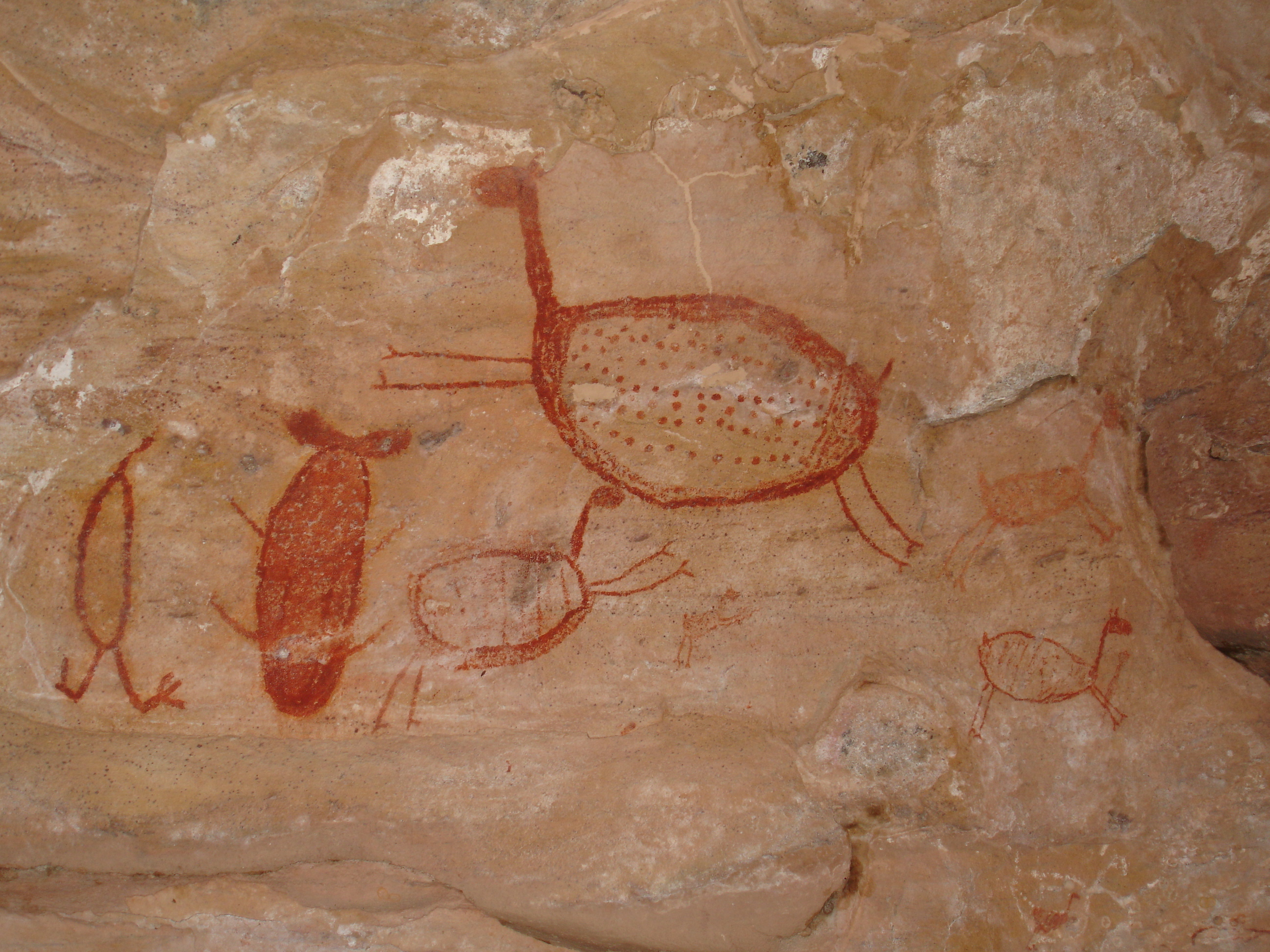